# Dewildemania
Dewildemania é um género botânico pertencente à família Asteraceae.